# Međunarodni savezi (slobodno zidarstvo)
Međunarodni savezi su međunarodne i krovne organizacije koje okupljaju slobodnozidarske velike lože (ili orijente) iz različitih država u cilju ostvarivanja zajedničke suradnje i promoviranja zajedničkih interesa. Velika većina ovih organizacija povezuje velike lože koje pripadaju kontinentalnom (liberalnom i adogmatskom) slobodnom zidarstvu.
Velike lože su neovisna i suverena tijela koja upravljaju slobodnim zidarstvom u određenoj državi, regiji ili zemljopisnom području (nazvanom jurisdikcija). Ne postoji niti jedno opće upravno tijelo koje nadzire slobodno zidarstvo diljem svijeta; veze između različitih jurisdikcija ovise isključivo o međusobnom priznavanju.

## Popis
Popis je nepotpun.
      regularne velike lože
      ženske velike lože
| Naziv | Središte           | Utemeljena | Broj članica | Veza |
| --- | ------------------ | ---------- | ------------ | ---- |
| Adogmatska udruga srednje i istočne Europe                                                               | Bruxelles          | 2008.      | 12           | Web  |
| Alijansa masona Europe                                                                                   | Bruxelles          | 2012.      | 35           | Web  |
| Bolivarska masonska konfederacija                                                                        | —                  | 1990.      | 11           |      |
| CGLEM (Konfederacija velikih loža Europe i Mediterana)                                                   | Lisabon            | 2003.      | 12           | Web  |
| CLIMAF (Međunarodni centar za zajedničko djelovanje ženskog slobodnog zidarstva)                         | —                  | 1982.      | 12           | Web  |
| CLIPSAS (Centar za zajedničko djelovanje i informiranje masonskih vlasti potpisnika apela u Strasbourgu) | Strasbourg         | 1961.      | 91           | Web  |
| COGMNA (Konferencija velikih majstora slobodnih zidara u Sjevernoj Americi)                              | Dousman, Wisconsin | 1928.      | 61           | Web  |
| CMSA (Konfederacija simboličkog slobodnog zidarstva Amerike)                                             | —                  | 2022.      | 22           | Web  |
| FAMAF (Američka federacija ženskog slobodnog zidarstva)                                                  | Santiago de Chile  | 2010.      | 7            | Web  |
| ICUGL / CIGLU (Međunarodna konfederacija ujedinjenih velikih loža)                                       | Pariz              | 2000.      | 30+          | Web  |
| Le Droit Humain                                                                                          | Pariz              | 1893.      | 54           | Web  |
| Masonska unija Balkana                                                                                   | —                  | 2014.      | 14           |      |
| Međunarodna slobodnozidarska unija "Catena"                                                              | Mainz              | 1961.      | 10           | Web  |
| Međuamerička masonska konfederacija                                                                      | Washington, D.C.   | 1947.      | 94           | Web  |
| PHA – Konferencija velikih majstora                                                                      | Jessup, Maryland   | 1887.      | 41           | Web  |
| SOGLIA (Društvo velikih loža u savezu)                                                                   | —                  | 2010.      | 59           | Web  |
| Svjetska konferencija regularnih velikih loža                                                            | —                  | 1995.      | 240+         | —    |
| Unija masona Mediterana                                                                                  | Rim                | 2001.      | 24           | Web  |

### Nekadašnje organizacije
- Međunarodna masonska asocijacija
- SIMPA